# Alumni-Netzwerk
Ein Alumni-Netzwerk ist ein Verband von Alumni, ursprünglich von ehemaligen Hochschulstudenten. Mittlerweile sind viele Unternehmen weltweit dazu übergegangen, ebenfalls Alumni-Netzwerke zu unterhalten. Dies ist unter anderem auf den Wandel der Definition von Alumni zurückzuführen. Einige englische Bildungseinrichtungen verwenden statt Alumni association die Bezeichnung Old boy network.
Heute bezieht sich der Begriff mehr auf die Menschen, die einen gewissen Teil ihres Lebens bei einem Unternehmen, einer Schule oder einer Hochschule verbracht und dort weitere Stufen der eigenen Weiterbildung erreicht haben. Auszubildende, Studierende, aktive und ehemalige Mitarbeiter gehören zur Zielgruppe für Alumni-Netzwerke.
Das Lebensphasenmodell besteht traditionell meist aus den Stufen „Schule, Ausbildung, Job, Karriere im Unternehmen“. Dies hat sich längst verändert. Immer wiederkehrende firmeninterne oder -externe Fortbildungsphasen bedeuten gleichsam ständig neue Entwicklungsstufen.
Die Möglichkeiten, ein funktionierendes und attraktives Alumni-Netzwerk aufzubauen, sind vielfältig. Als erstes ist über die Organisationsform nachzudenken. So kann ein eigener Verein oder eine Abteilung die Aufgaben übernehmen. Die meisten Diskussionen kommen bei der Frage der Zuordnung zu einem Bereich auf. Da eine Hochschule die Ausbildungsaufgabe übernimmt, sollte sie auch die Bindungsaufgabe übernehmen. Eine Angliederung an die höchste organisatorische Ebene bietet sich an.